# Zvolen osobná stanica
Zvolen osobná stanica (zkráceně Zvolen os. st.) je nejdůležitější[zdroj?] železniční stanice města Zvolen a zároveň je také důležitým železničním uzlem v rámci Slovenska.

## Poloha
Hlavní osobní nádraží se nachází jihozápadně od centra města a je přístupné od ulice T. G. Masaryka, v blízkosti parku Inženýra Štěpána Višňovského.

## Název
Současná osobní stanice se začala budovat v roce 1952 na místě původní zastávky Zvolen-Hrad. Práce na nové osobní stanici byly ukončeny v roce 1963, přičemž do provozu byla uvedena již během výstavby (r. 1959), čímž se výrazně odbřemenila původní hlavní železniční stanice ve Zvolenu, která začala sloužit primárně pro potřeby nákladní železniční dopravy, čemuž byl uzpůsoben i její název na Zvolen nákladná stanica.

## Současnost
Železniční stanice slouží jako hlavní železniční bod pro propojení jižní trasy (Bratislava a Košice), ale také jako regionální bod pro různé směry, jako jsou Šahy, Levice, Banská Bystrica nebo Vrútky. Ve stanici zastavují vlaky všech vnitrostátních kategorií (osobní vlak, rychlík, regionální rychlík, RegionalExpres). Pro většinu vnitrostátních vlakových linek je stanice koncovou nebo výchozí. Kategorie REX od roku 2022 speciálně jezdí mezi Zvolenem a Banskou Bystricí k urychlení přepravy mezi dvěma městy.

### Další stanice
Ve Zvolenu jsou v provozu ještě další dvě železniční stanice:
- Zvolen mesto se nachází na trati vedoucí do Banské Bystrice, severně od Zvolena os. st., v blízkosti centra města Zvolen.
- Zvolen nákladná stanica se nachází na trati vedoucí do Košic, východně od Zvolen os. st.

### ŽOS Zvolen
Součástí železničního uzlu Zvolen jsou také železniční dílny, které dnes fungují jako samostatná výrobně-opravárenská společnost kolejových vozidel ŽOS Zvolen.

### Pancéřový vlak Hurban
V blízkosti nádraží se nachází replika pancéřového vlaku Hurban, který byl jedním z improvizovaných pancéřových vlaků. Aktivně se zapojil do bojů v Slovenském národním povstání během druhé světové války. Vlak vyrobili pracovníci zvolenských železničních dílen začátkem října 1944. Byl druhým ze tří povstaleckých pancéřových vlaků. Byl pancéřován obyčejným kotlovým plechem. Ostré zkušební střelby byly provedeny na trati Zvolen – Krupina. Oproti originálnímu tanku se liší věžemi – namísto věží tanku LT vz. 35 má replika větší věže s delším kanónem, které pocházejí z tanku T-34/85.

## Nástupiště
Ve stanici se nacházejí 4 nástupiště. Nástupiště 1 a 1a jsou přístupná z hlavní budovy nádraží a z obou podchodů, nástupiště 2 až 4 jsou ostrovní a přístupná pomocí obou podchodů. Každé nástupiště má také jeden výtah, který slouží k bezbariérovému přístupu.
Nástupiště 1a rozšiřuje samotné nástupiště 1. Dohromady tvoří rozsáhlé nástupiště, ze kterého lze vypravovat dlouhé vlaky, například kategorie R.

## Modernizace
V letech 2019-2022 probíhala rekonstrukce stanice, která zahrnovala modernizaci samotné budovy nádraží, včetně instalace kamerového systému a nových výtahů na každém z nástupišť, které by měly zajistit bezbariérový přesun imobilních cestujících v celém prostoru železniční stanice. Součástí přestavby byla i úprava nástupišť. Také proběhla výměna kolejí ve stanici. Došlo také k úpravě a doplnění stávajícího internetového připojení, k rozšíření a překládce informačního zařízení HaVIS (hlasové a vizuální informace o vlacích), k vybudování nového elektronického zabezpečovacího systému a elektrické požární signalizace.
Zároveň město Zvolen zrekonstruovalo v letech 2020–2022 prostor a park nacházející se před stanicí, což změnilo dispoziční propojení infrastruktury pro chodce na hlavní autobusové nádraží, ale i nástupiště městské hromadné dopravy. Přibyla také nová parkovací místa pro motorová vozidla, ale i stanoviště pro kola cestujících a návštěvníků města. Minerální pramen v blízkosti nádraží byl také zrekonstruován (odvedením minerálních vod).
Od roku 2022 probíhá výstavba nového moderního střediska technicko-hygienické údržby (THÚ) vlaků, které má vzniknout i v Nových Zámcích, Košicích a Humenném. Má se nacházet v blízkosti nádražní budovy. Podle ZSSK byla konkrétní města zvolena na základě dislokace nových a modernizovaných vozidel. Ve střediscích THÚ bude možné mýt vozidla i při teplotách pod bodem mrazu. Zároveň se jejich vybudováním zvýší komfort pro zaměstnance ZSSK, kteří tyto činnosti již léta vykonávají v improvizovaných podmínkách, často pod širým nebem. Všechny služby moderních středisek THÚ budou zaměstnanci ZSSK poskytovat i ostatním dopravcům, kteří využívají slovenské koleje.

## Důležitost stanice
Železniční trať napojila Zvolen na síť uherských železnic již 18. června 1871, kdy byl zprovozněn úsek Lučenec – Zvolen. Důležitá dopravní křižovatka byla předurčena k výstavbě železničního depa, které poskytovalo zázemí technice.
Zvolen je svojí polohou na křižovatce významných cest přirozeným dopravním uzlem s nadregionálním významem. Křižují se zde významné tratě z Nových Zámků, z Košic, a Vrútek, které doplňují tratě z Čaty a Diviak. Ve Zvolenu se oddělují tratě rychlíků, které jezdí po středoslovenské (od B. Bystrice po Margecany) a jihoslovenské transverzále mezi Bratislavou Košicemi.

## Tratě a doprava
Vlastníkem stanice jsou Železnice Slovenskej republiky (ŽSR); pravidelnou osobní vlakovou dopravu provozuje Železničná spoločnosť Slovensko (ZSSK).
- Železniční trať Nové Zámky – Zvolen (trať č. 150)
- Železniční trať Zvolen–Čata (trať č. 153)
- Železniční trať Zvolen–Košice (trať č. 160)
- Železniční trať Zvolen–Vrútky (trať č. 170)
- Železniční trať Zvolen–Diviaky (trať č. 171)

## Služby
- Prodej lístků (vnitrostátní a mezinárodní)
- Zákaznické centrum
- Úschovna zavazadel
- Bufet
- Novinový stánek
- Bezbariérový přístup
- Dlažba pro nevidomé
- WiFi síť
- WC
- Cyklistické stanoviště

## V blízkosti nádraží

### Doprava
- Autobusové nádraží Zvolen
- MHD zastávky
- Staniční parkoviště

### Turistika
- Minerální pramen (u budovy nádraží)

## Galerie

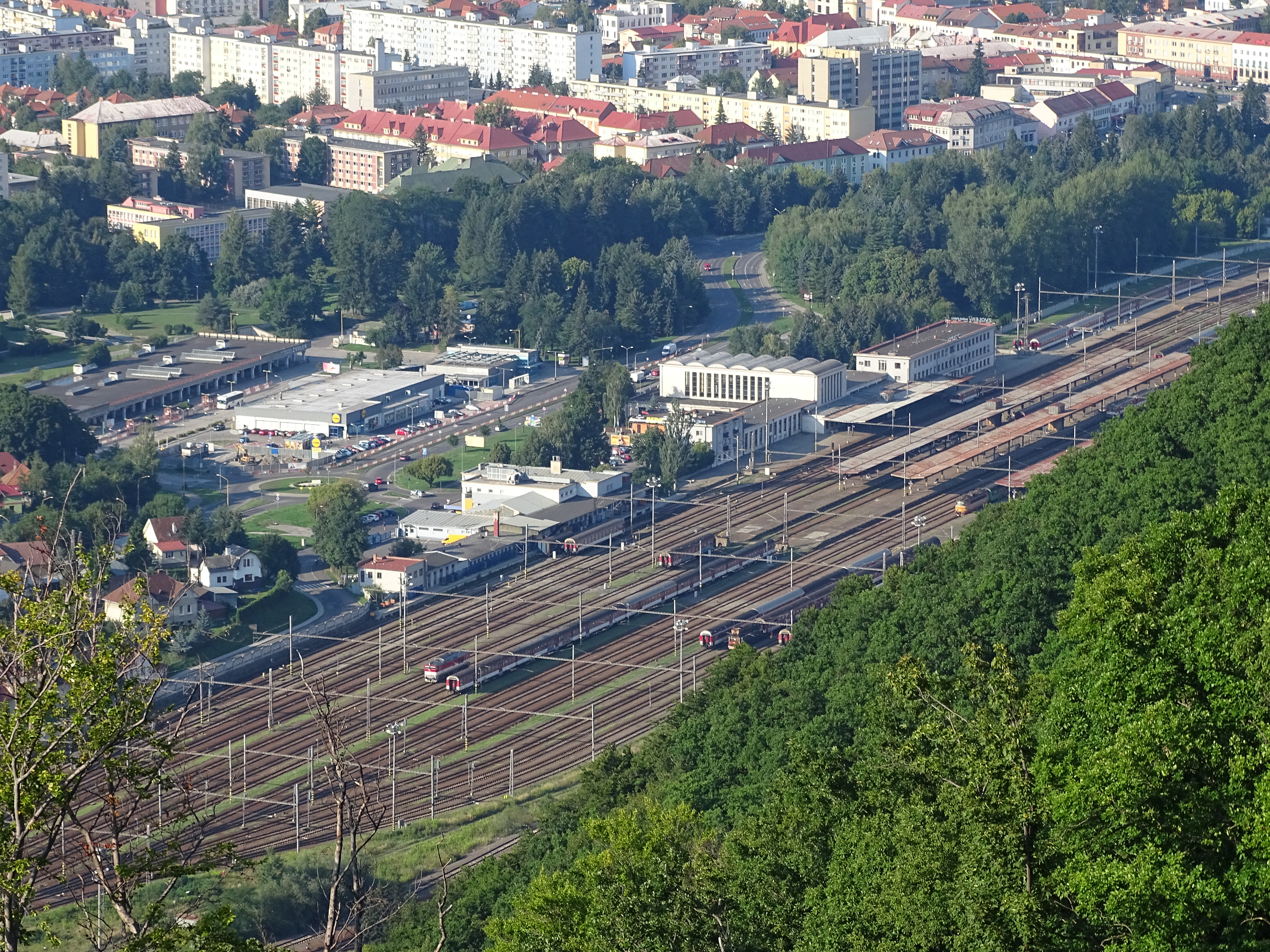
Pohled z Pustého hradu
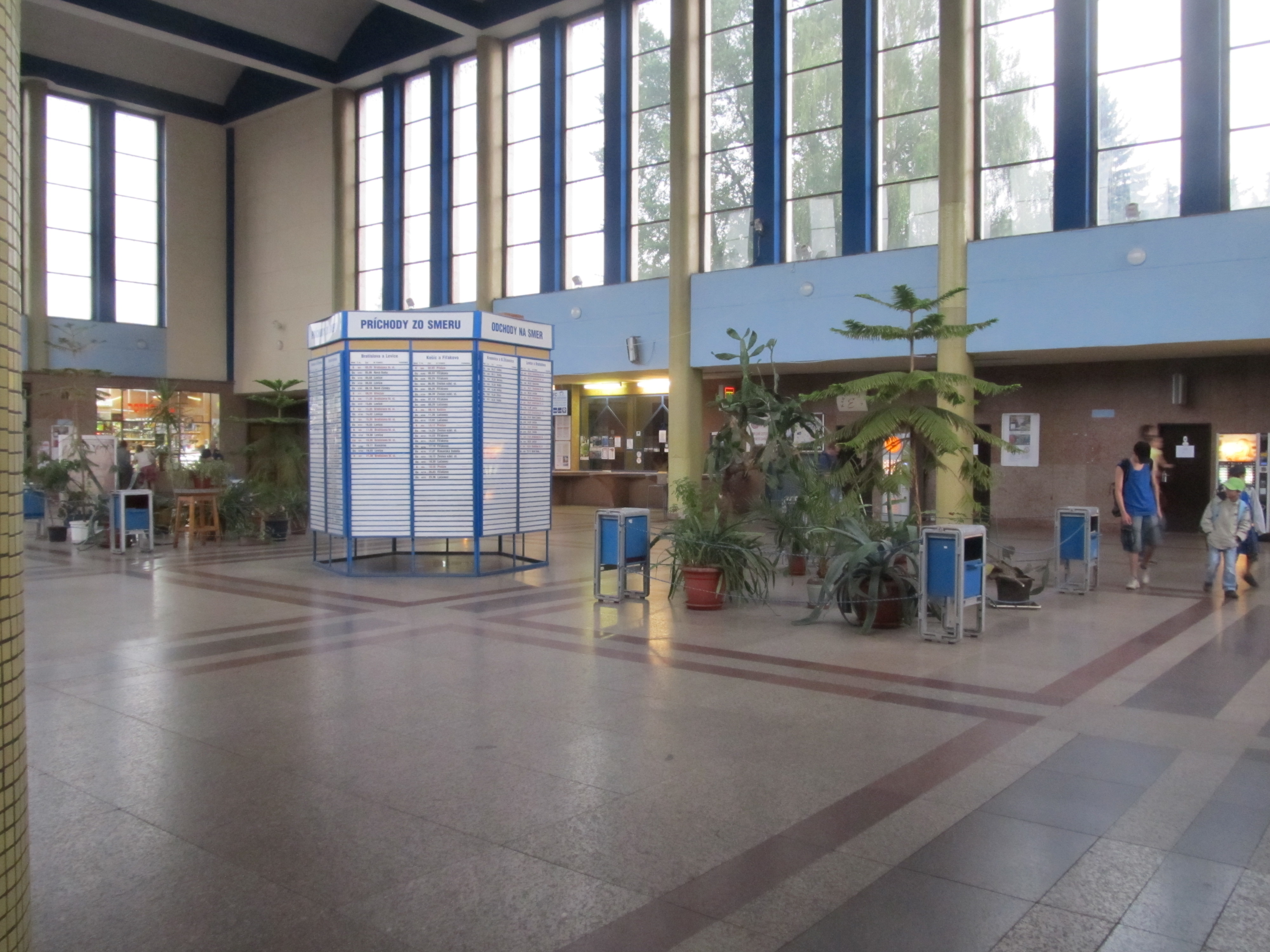
Interiér staniční budovy
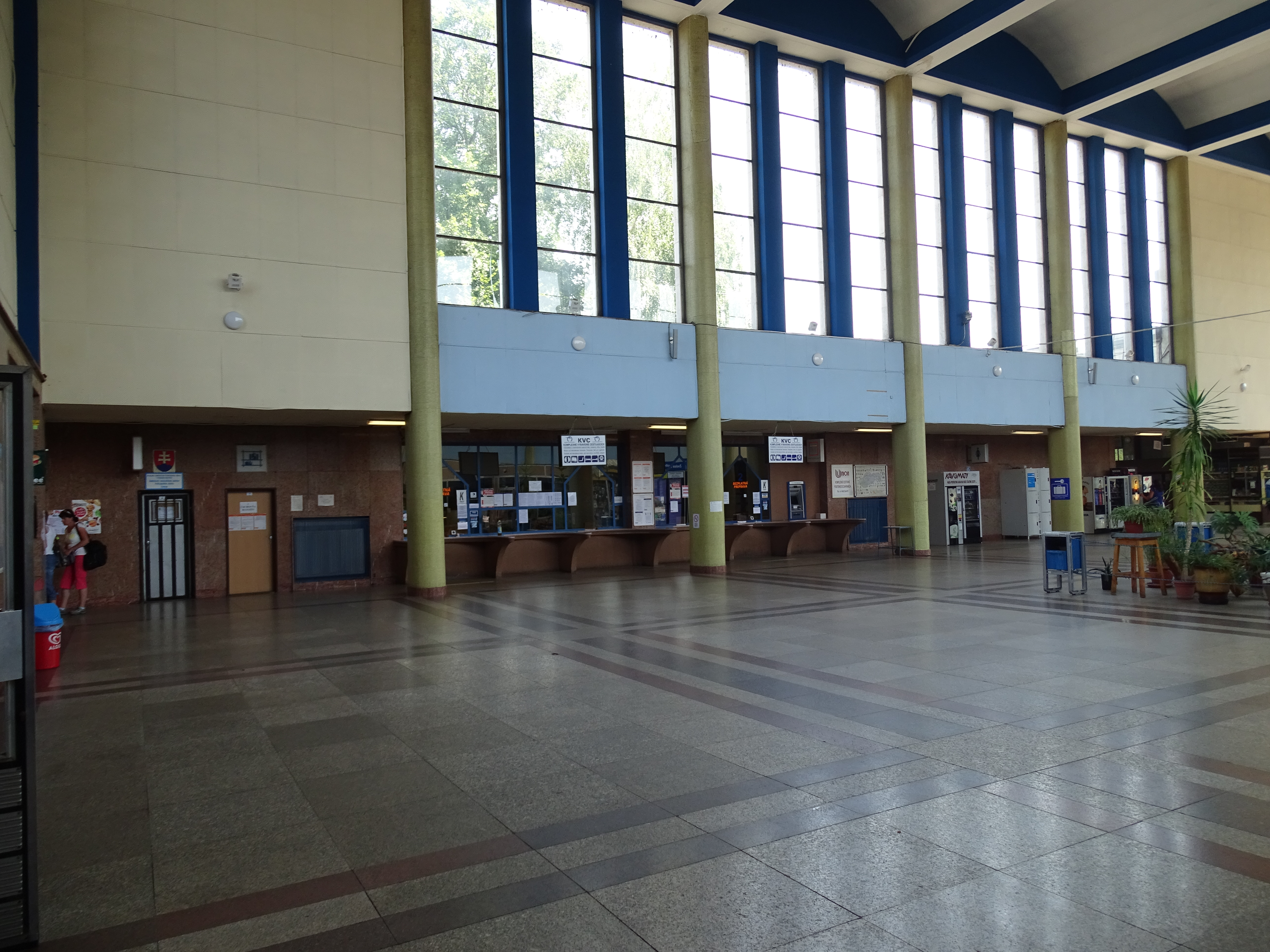
Hlavní hala - prodej lístků
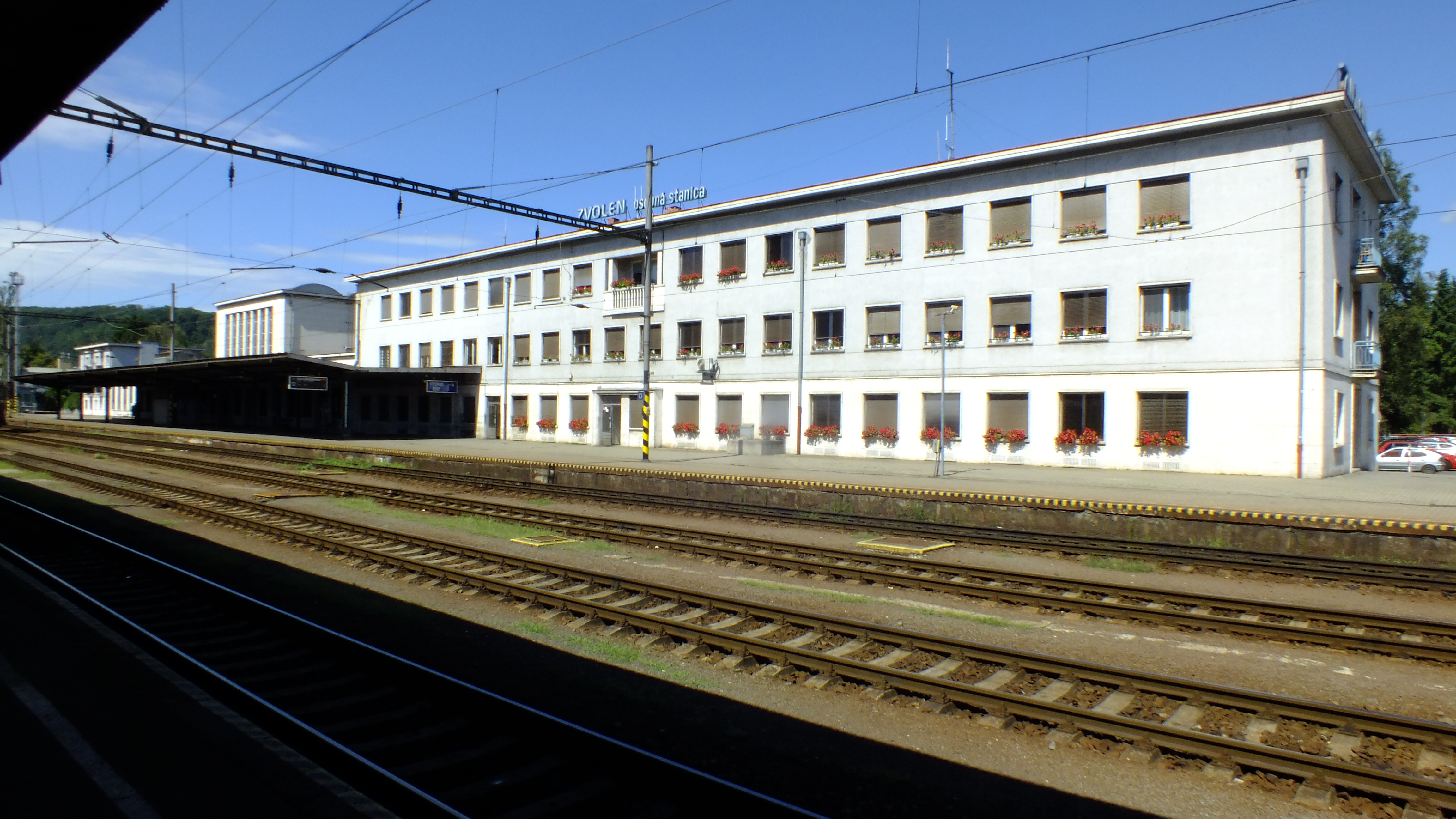
Pohled na hlavní budovy ze 2. nástupiště
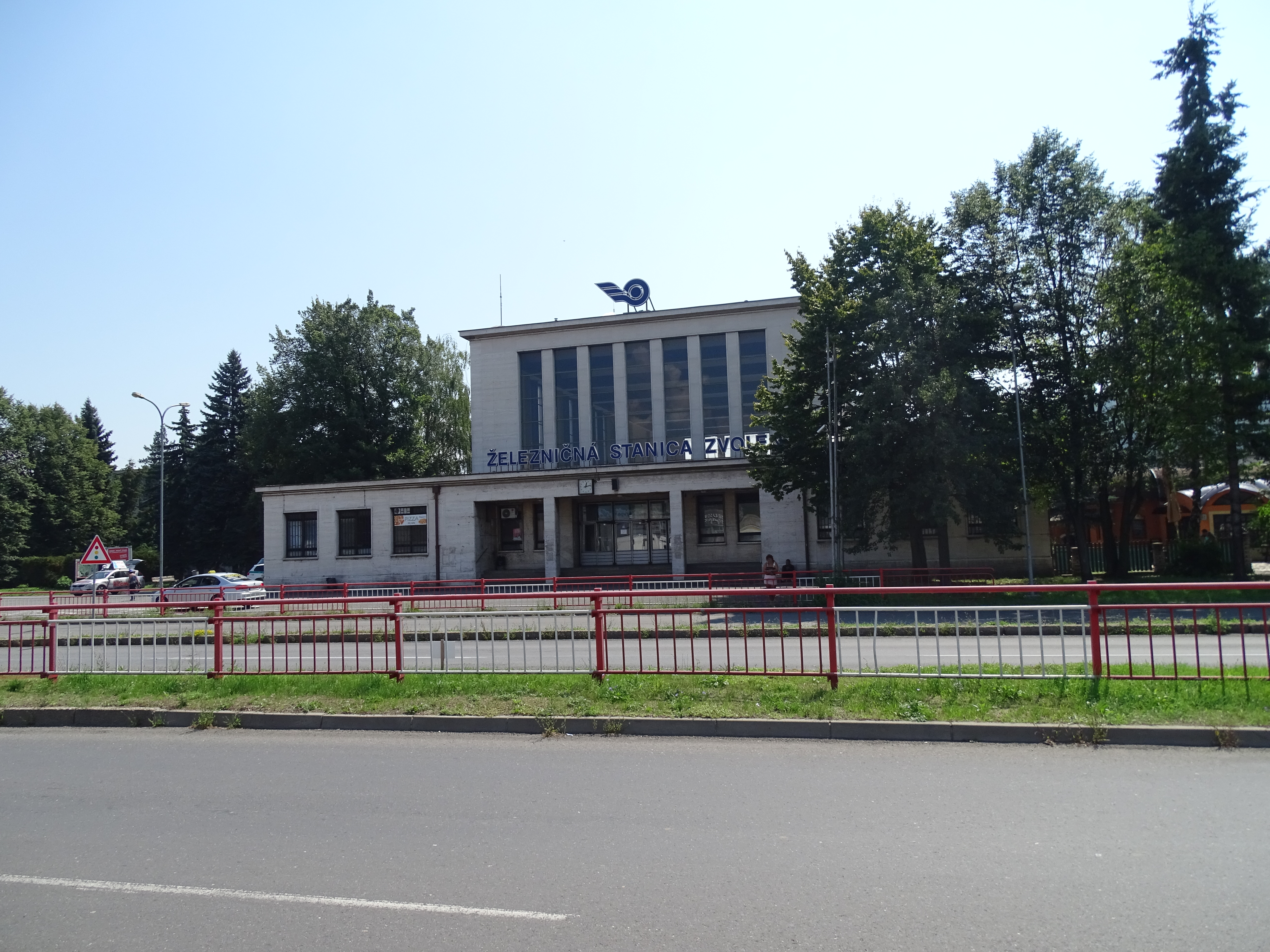
Pohled zepředu
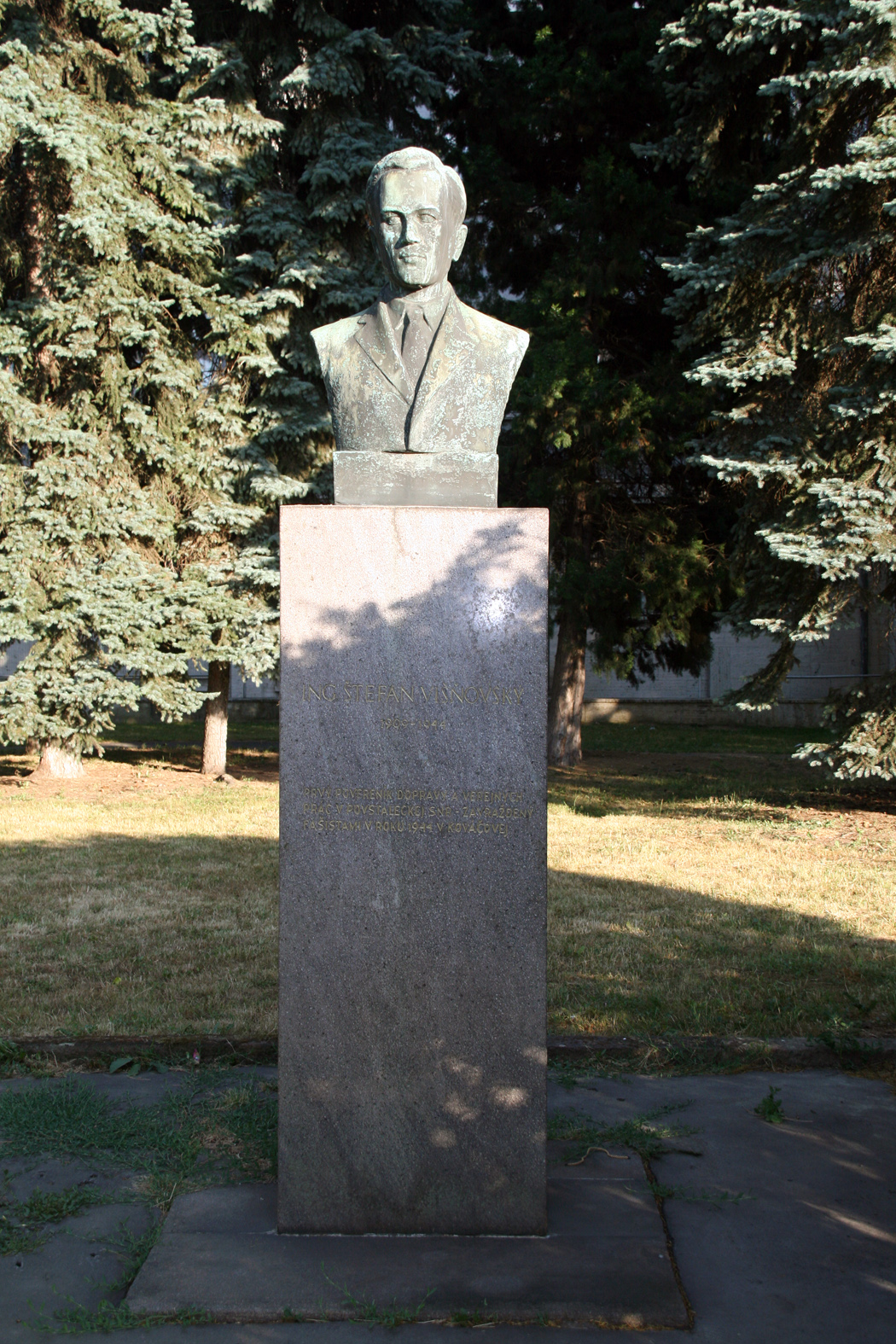
Památník Ing. Františkovi Višňovskému
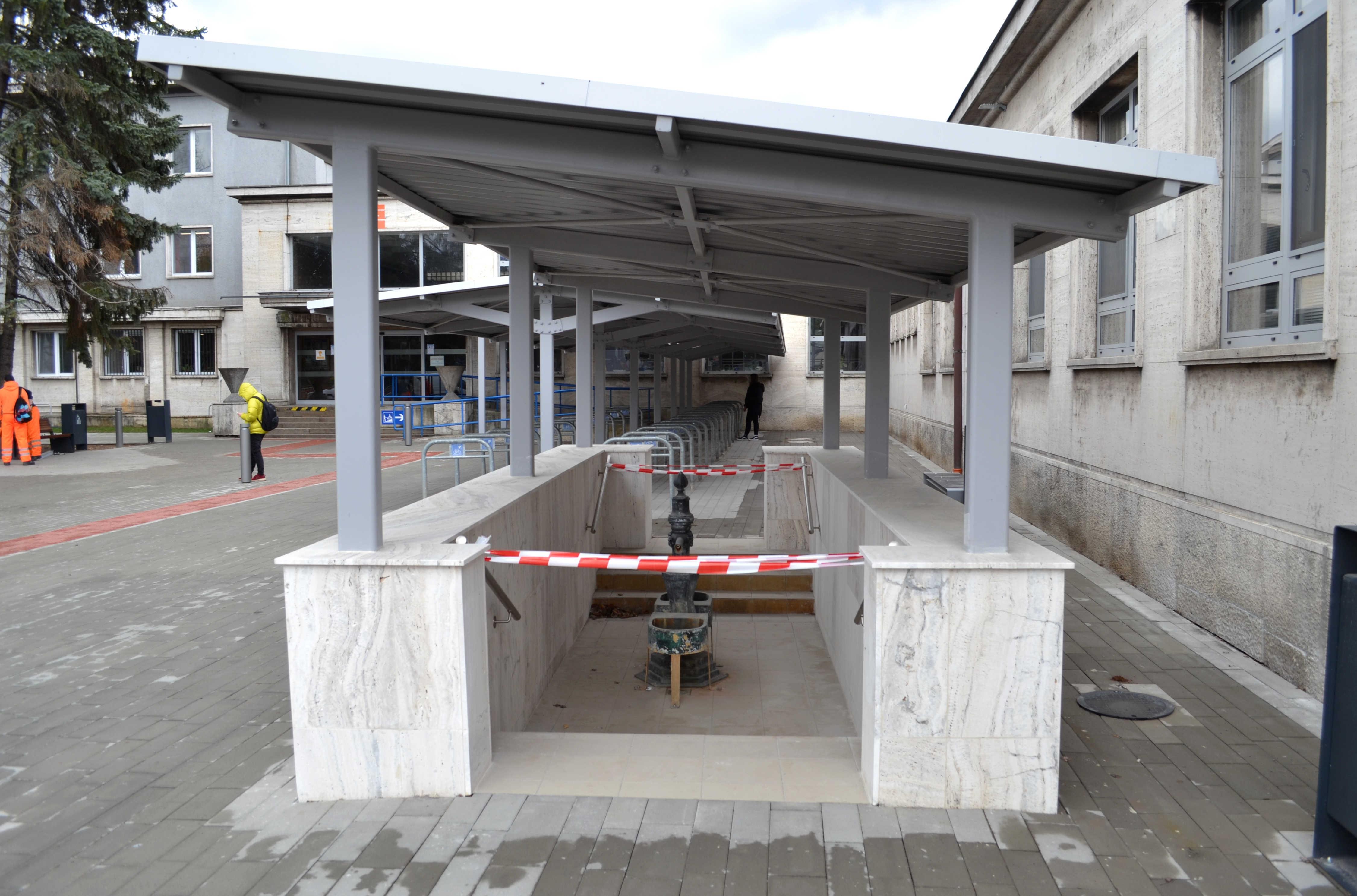
Minerální pramen (2022)
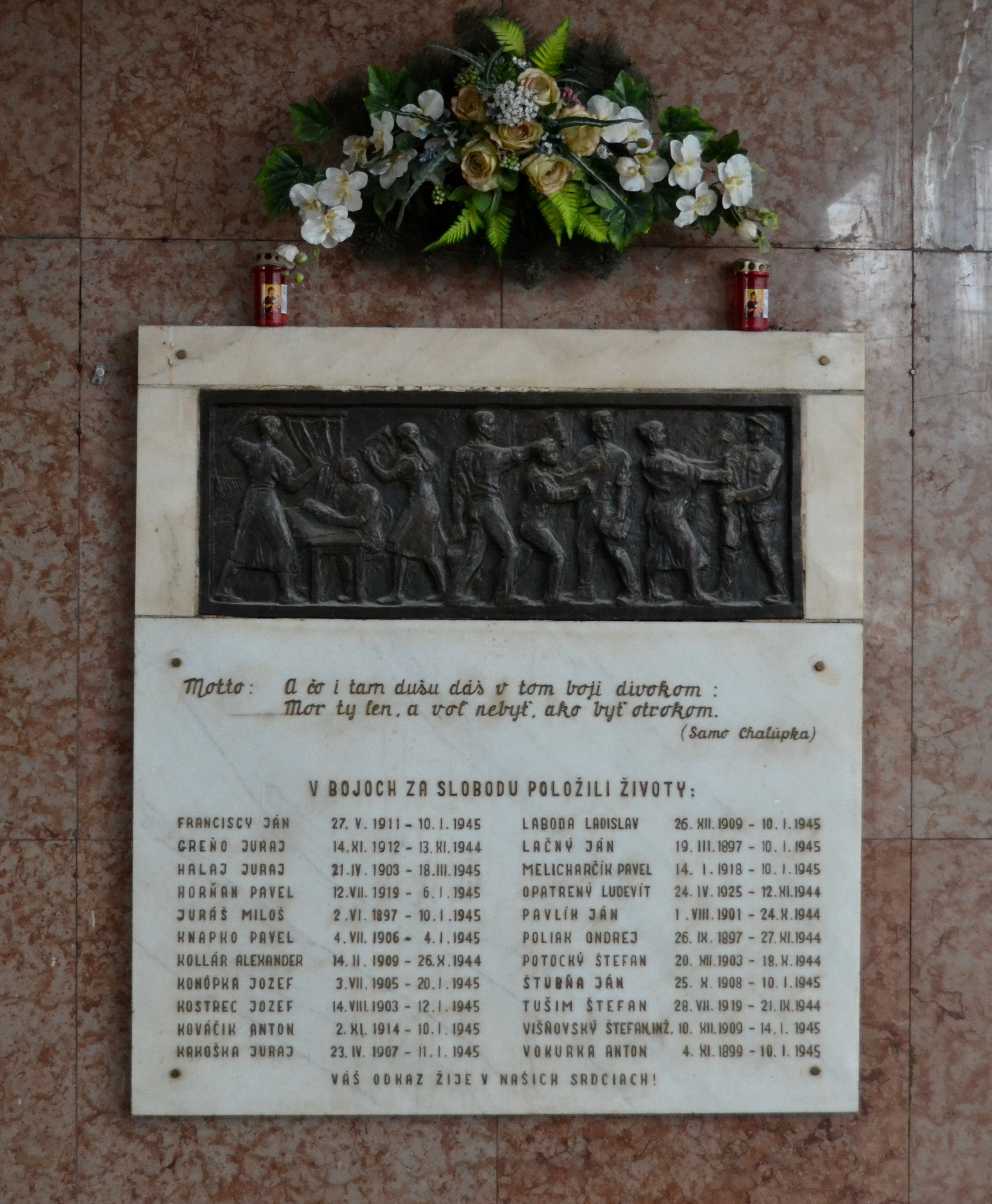
Pamětní tabule padlým
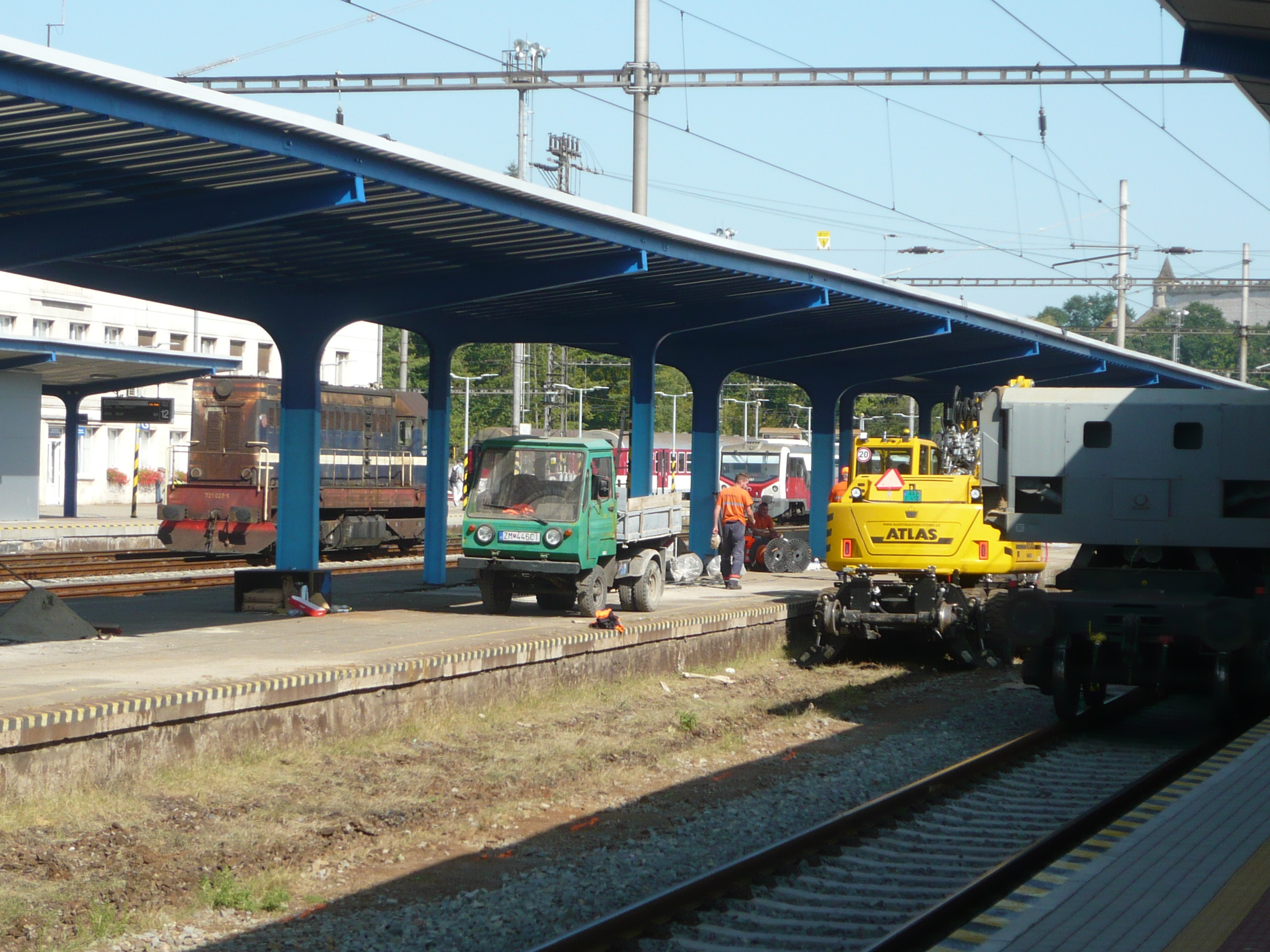
Rekonstrukce osobní železniční stanice ve Zvolenu (léto 2020)
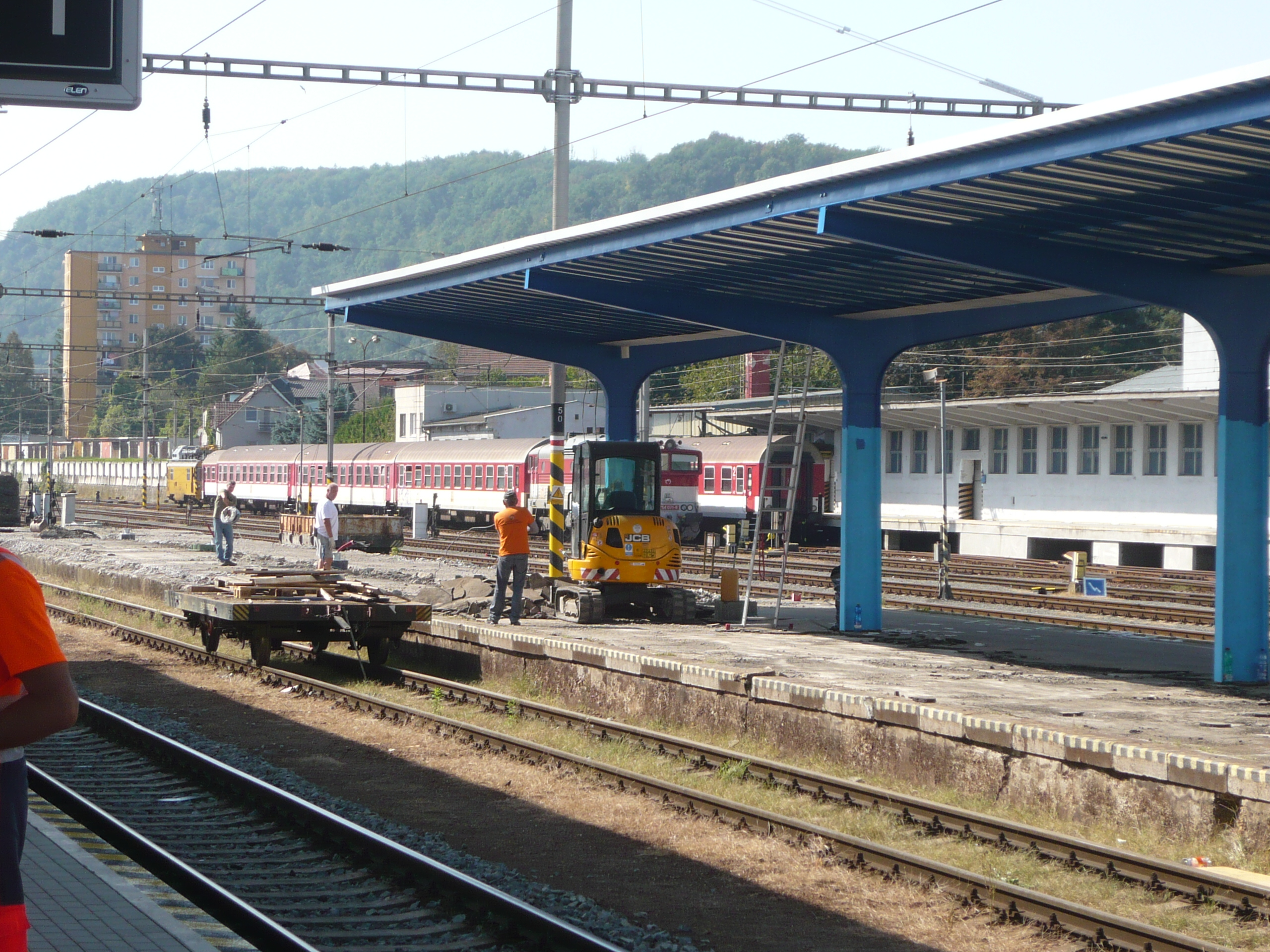
Rekonstrukce osobní železniční stanice ve Zvolenu (léto 2020)
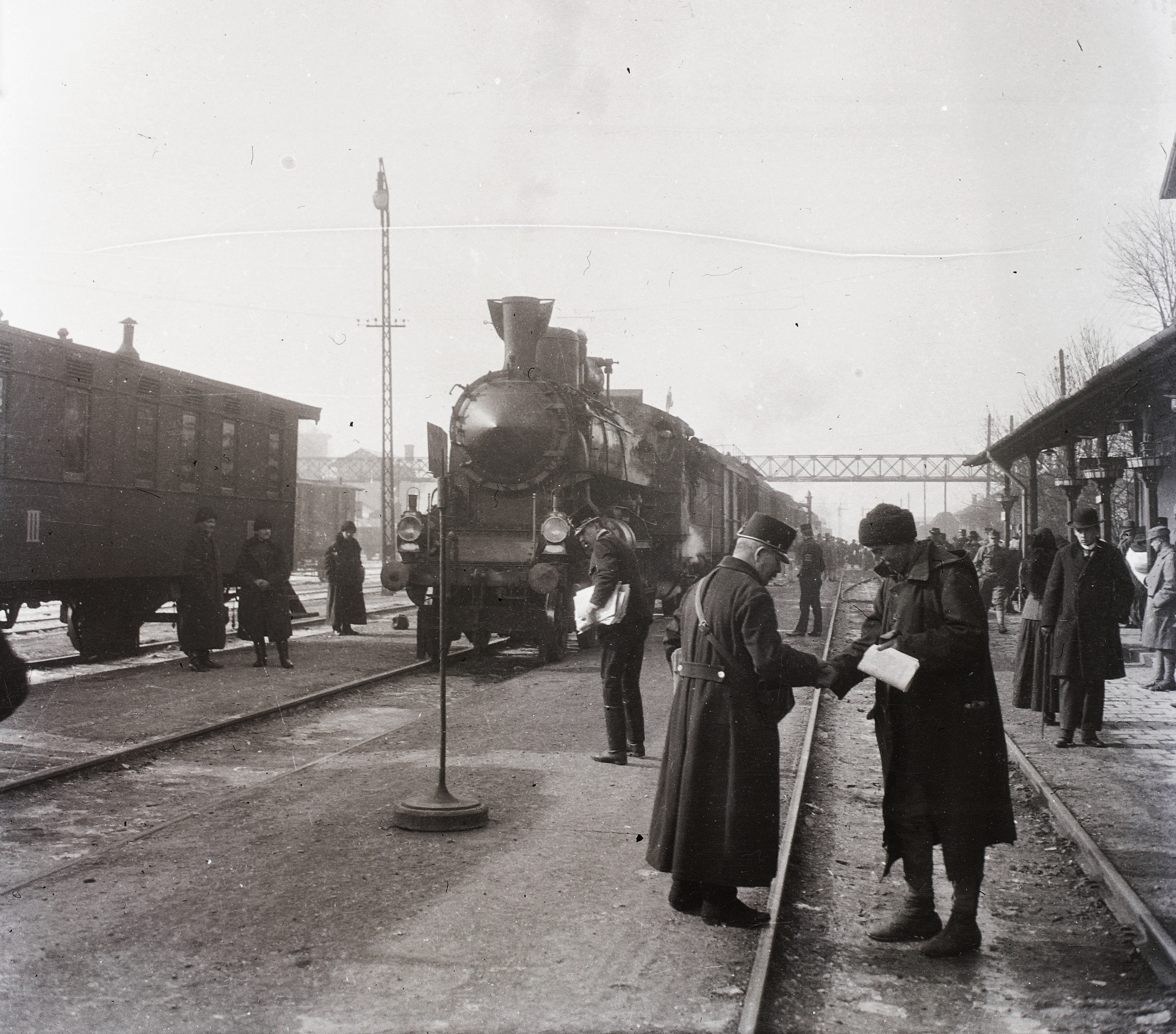
Staré železniční nádraží (dnes nákladní)